# Ermita de Nuestra Señora de Marcuello
La Ermita de Nuestra Señora de Marcuello es una ermita de estilo románico ubicada en Sarsamarcuello junto al conocido Castillo de Marcuello, junto al cual formaba un conjunto, siendo por ello su estilo de templo fortificado.

## Historia
Se trata de un templo de origen románico como el castillo, construido en el siglo XII durante el periodo de conquista de Ramiro I y siguiendo un estilo de construcción que se repite en castillos como el de Loarre o el de Sos del Rey Católico, siendo construidas de forma seguida tanto el ábside como la torre. pero que fue posteriormente reformada durante el siglo XVII. 
Según Jose Cardús Llanas, en el siglo XVII existió en este templo un altar donado por Hugo de Urriés, barón de Ayerbe y secretario de Carlos V y de su esposa Greayda de Lanuza y Torrellas Perellóscon sus escudos heráldicos campeando el mueble.
Se realizaba una romería el 23 de mayo para agradecer las lluvias, como cuenta el padre Faci:

desde 1646-68 a Marcuello se sube en romería desde Sarsa y Linás para agradecer la concesión de agua
Roque Alberto Faci

Actualmente la romería se realiza el domingo más cercano a la fecha original, participando además de Sarsamarcuello y Linás, Santa Engracia de Loarre.

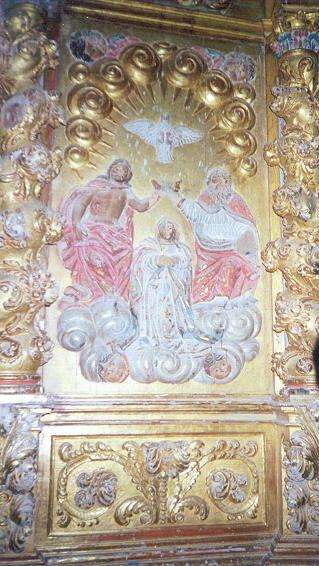
Escena del retablo barroco que muestra la coronación de La Virgen por las tres Personas de la Trinidad.

## Descripción
Posiblemente estaba dentro del recinto defensivo del castillo pero las múltiples modificaciones que se hicieron a partir del XVII han ocultado, en especial su muro sur, los posibles restos comunes con el recinto.

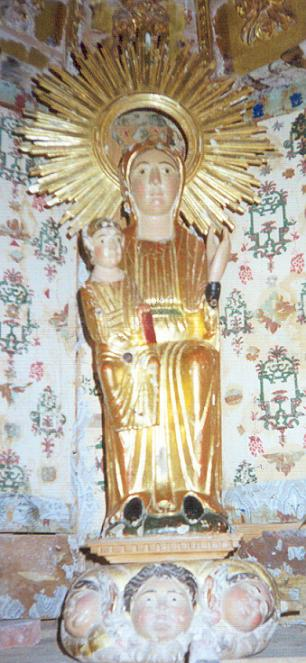
Imagen de la Virgen de Marcuello.

El templo es de una sola nave que en origen contaba con cuatro naves cubiertas por bóveda de cañón y de, una cabecera circular cubierta con una bóveda de cuarto de esfera, bajo la cual se encuentra la cripta dedicada a San Esteban, y la torre con aspecto más defensivo que religioso y que hoy día es campanario. Con las reformas hubo cambios como el del muro oeste, que se demolió para recrecer en un tramo la iglesia y construir el coro, la posterior construcción de la casa del ermitaño y dependencias para la Cofradía de la Virgen de Marcuello. 
El acceso se encuentra a través de un vestíbulo con un arco de medio punto, dovelas cortas y sin ornamentación pero con encalado ya de estilo barroco.
El interior tiene decoración barroca, estando encalado, mientras que en el lado meridional, junto a la primera pilastra, se abre una alargada y estrecha puerta de medio punto con impostas sobresalientes y levemente decoradas en su intradós que conduce al interior del primer cuerpo de la torre que actualmente se utiliza como sacristía.
En su ábside, que cuenta con un ventanal aspillerado y un vano absidal de la iglesia superior pero que está cegado, se encuentra el retablo barroco que tiene representado seis escenas; la coronación de La Virgen por las tres Personas de la Trinidad, la Resurrección de Cristo, El Nacimiento de Cristo, la Adoración de los Reyes Magos, la Asunción de María al Cielo y la Anunciación.
La imagen de la Virgen de Marcuello se guarda, alternando de año y año, en las poblaciones de Sarsamarcuello y Linás de Marcuello.